# Oxybasis
Oxybasis ist eine  Pflanzengattung in der Unterfamilie Chenopodioideae innerhalb der Familie der Fuchsschwanzgewächse (Amaranthaceae). Sie wurde 1841 aufgestellt, aber erst im Jahr 2012 neu umschrieben. Sie umfasst fünf Arten, die vorher zu den Gänsefüßen (Chenopodium) gezählt wurden und in Eurasien, Nordafrika und Nordamerika verbreitet sind.

## Beschreibung

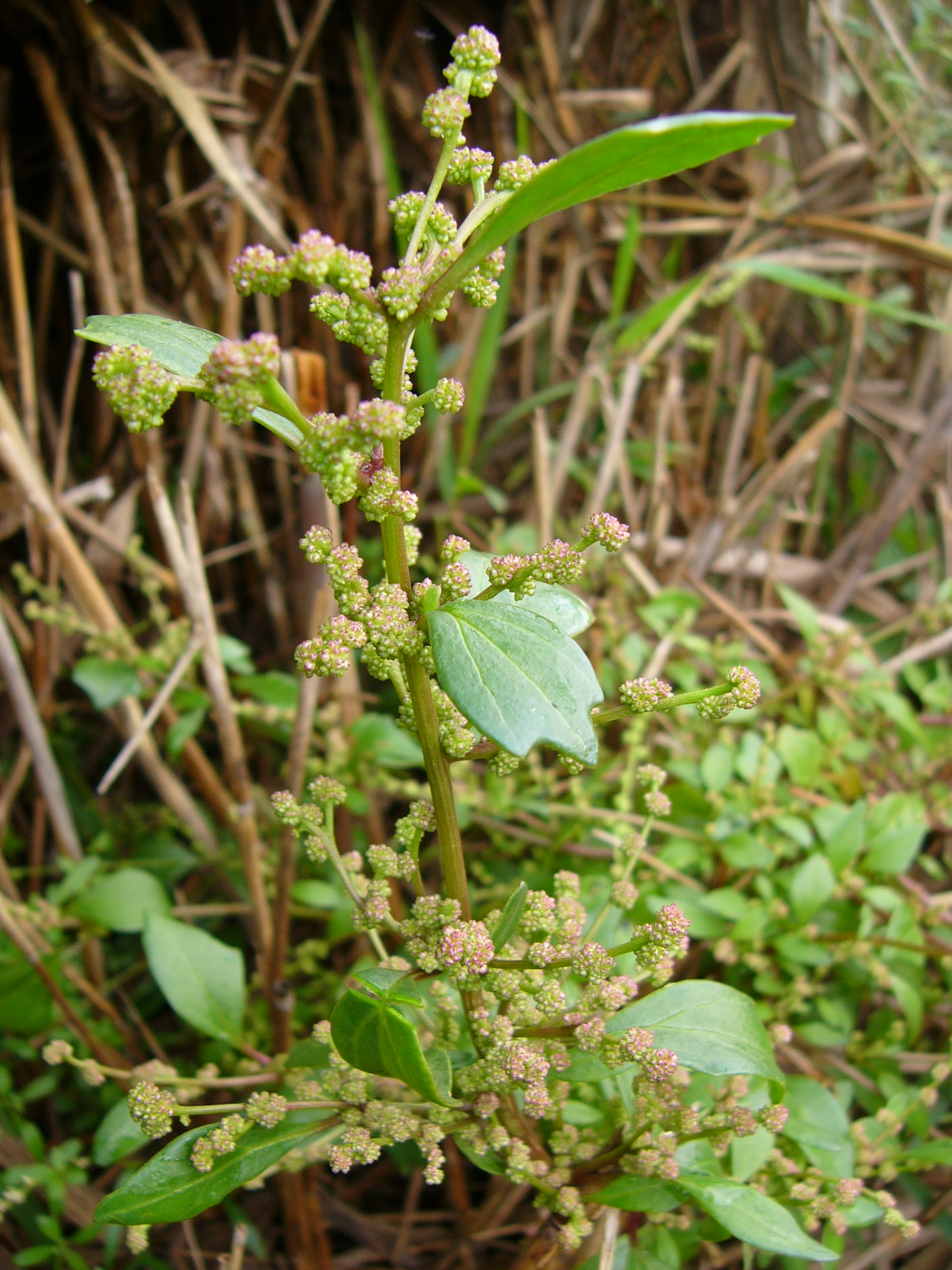
Dickblättriger Gänsefuß (Oxybasis chenopodioides)

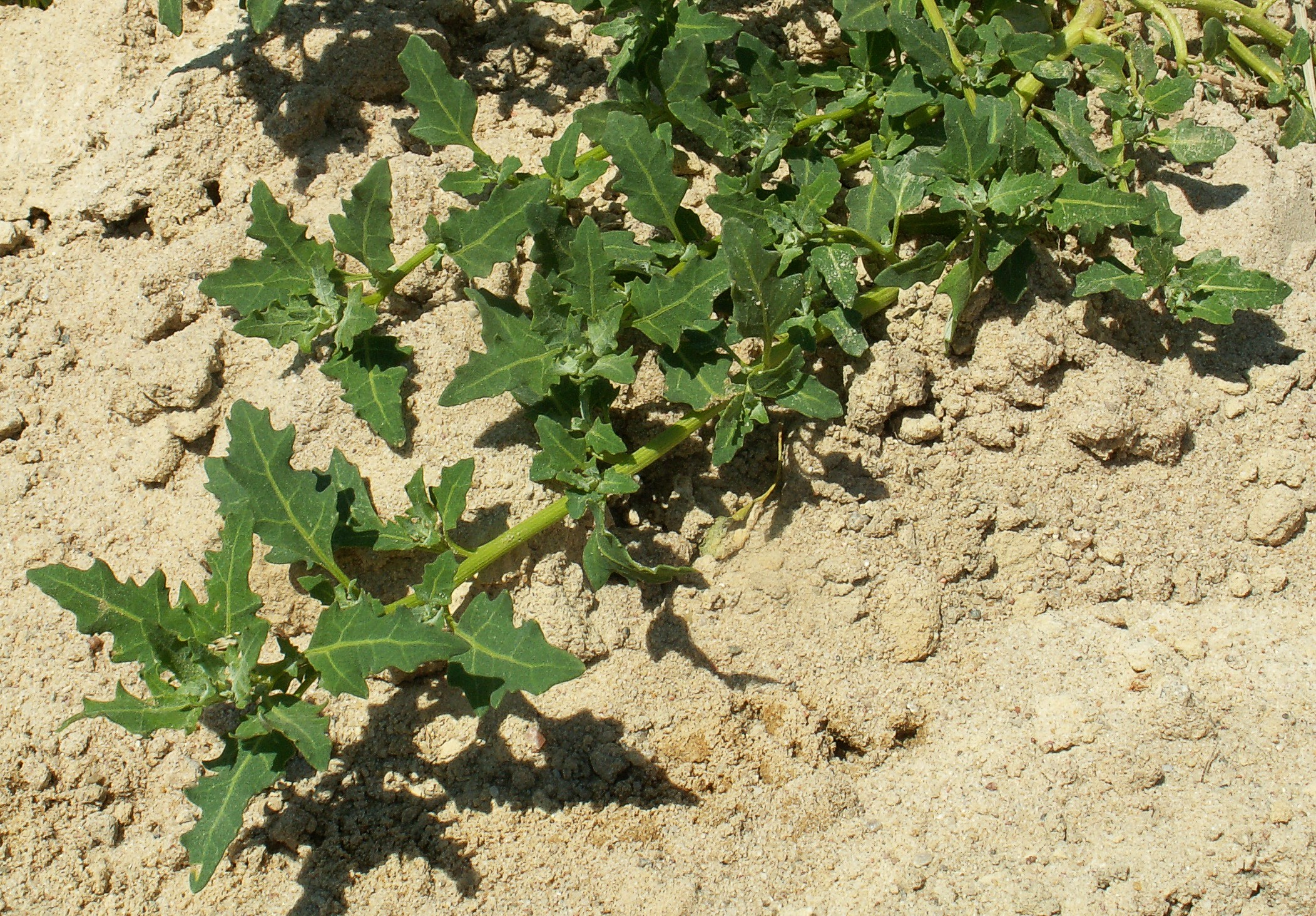
Graugrüner Gänsefuß (Oxybasis glauca)

### Vegetative Merkmale
Oxybasis-Arten sind einjährige krautige Pflanzen ohne aromatischen Duft. Die verzweigten Stängel wachsen aufrecht, aufsteigend oder ausgebreitet, die untersten Seitenäste stehen manchmal fast gegenständig.
Die wechselständig angeordneten Laubblätter sind in Blattstiel und Blattspreite gegliedert und mehr oder weniger kahl, auf der Unterseite manchmal auch dicht bemehlt. Ihre dickliche, leicht fleischige Blattspreite kann dreieckig, schmal-dreieckig, spießförmig, rhombisch oder lanzettlich geformt sein. Der Blattrand ist glatt oder gezähnt.

### Generative Merkmale
Die Blüten befinden sich in kompakten, knäueligen Teilblütenständen, die zu scheinährigen, seltener rispigen, blattachselständigen oder endständigen Blütenständen angeordnet sind. Es gibt zwei Typen von Blüten: Die Blüten am Ende des Knäuels sind zwittrig, mit drei bis fünf Blütenhüllblättern, die zum größten Teil unverbunden sind. Bei ihnen sind ein, selten bis zu fünf Staubblätter vorhanden. Auf dem oberständigen Fruchtknoten befinden sich zwei oder selten drei Narben. Die seitlichen Blüten sind dagegen fast immer rein weiblich, mit drei (bis vier) unterschiedlich stark verbundenen Blütenhüllblättern und zwei Narben.
Die häutige Fruchtwand ist frei oder haftet nur locker an der Samenschale. Der Samen der endständigen Blüten ist horizontal orientiert, in den seitlichen Blüten kann er vertikal oder horizontal sein. Seine Form ist eiförmig bis kugelförmig mit abgerundetem Rand. Die bräunliche oder schwarze Samenschale kann fast glatt sein oder ein feines Netzmuster oder winzige Gruben aufweisen.

## Systematik und Verbreitung
Die Gattung Oxybasis wird wie Chenopodium von Fuentes-Bazan et al. (2012) der Tribus Atriplicieae zugeordnet. Sie gehört zur Unterfamilie Chenopodioideae innerhalb der Familie Amaranthaceae.
Die Erstbeschreibung der Gattung Oxybasis erfolgte 1841 durch die russischen Botaniker Grigori Silytsch Karelin und Ivan Petrovich Kirilov. Die Gattung enthielt damals als einzige Art Oxybasis minutiflora Kar. & Kir., welche später als identisch mit Chenopodium chenopodioides angesehen wurde.
Nach molekulargenetischen Untersuchungen trennten Suzy Fuentes-Bazan, Pertti Uotila und Thomas Borsch 2012 die Artengruppe um Chenopodium rubrum aus der Gattung Chenopodium ab und stellten sie in die Gattung Oxybasis, da dies der älteste Gattungsname für diese Gruppe ist.
Synonyme für Oxybasis Kar. & Kir. sind Chenopodium subg. Pseudoblitum Gren. & Godr., Blitum subg. Pseudoblitum (Gren. & Godr.) Schur, Chenopodium sect. Pseudoblitum (Gren. & Godr.) Syme, Chenopodium [ohne Rang] Rubra Standl., Chenopodium [ohne Rang] Glauca Standl., Chenopodium subsect. Glauca (Standl.) A.J. Scott, Chenopodium sect. Glauca (Standl.) Ignatov, Chenopodium [ohne Rang] Urbica Standl., Chenopodium sect. Urbica (Standl.) Mosyakin, sowie Chenopodium sect. Degenia Aellen.
Die Gattung Oxybasis ist in Eurasien, Nordafrika, Nord- und in Südamerika verbreitet.
Die Gattung Oxybasis umfasst nach Fuentes-Bazan et al. 2012 fünf Arten:
- Dickblättriger Gänsefuß (Oxybasis chenopodioides (L.) S.Fuentes, Uotila & Borsch, Syn.: Chenopodium chenopodioides (L.) Aellen): Er kommt in Eurasien und Nordafrika vor. Er ist in Nord- und Südamerika ein Neophyt.[2]
- Graugrüner Gänsefuß (Oxybasis glauca (L.) S.Fuentes, Uotila & Borsch, Syn.: Chenopodium glaucum L.): Er kommt in Eurasien und Nordamerika vor.[2]
- Oxybasis macrosperma (Hook. f.) S.Fuentes, Uotila & Borsch, (Syn.: Chenopodium macrospermum Hook. f.): Die Art ist in Südamerika und auf den Falklandinseln verbreitet.[2]
- Roter Gänsefuß (Oxybasis rubra (L.) S.Fuentes, Uotila & Borsch, Syn.: Chenopodium rubrum L.): Er ist in Europa, den gemäßigten Gebieten von Asien sowie in Nordamerika verbreitet und kommt als Neophyt in anderen Gebieten vor.[2]
- Straßen-Gänsefuß (Oxybasis urbica (L.) S.Fuentes, Uotila & Borsch, Syn.: Chenopodium urbicum L.): Er kommt in Eurasien vor und ist in Nordamerika ein Neophyt.[3]